# Selenicereus nelsonii
A Selenicereus nelsonii egy dísznövényként ritkán tartott epifita kaktusz.

## Elterjedése
Dél-Mexikó: Chiapas, Oaxaca.

## Jellemzői
Erősen elágazó hajtásrendszerű kúszónövény, hajtásai csillogó zöldek, 15 mm átmérőjűek maximálisan, ritkán képeznek léggyökereket, 6-7 bordásak, valamelyest hullámos szélűek, az areoláik kicsik, 10–20 mm távolságban fejlődnek, 12 tövist hordoznak, melyek hegyesek, sárgás színűek. A virágai 200 mm hosszúak, fehérek, a pericarpium és a tölcsér gyapjas és fehér serteszőröket hordoz. A külső szirmok egyenesek, sötét árnyalatúak, a belsők fehérek. A bibe és a porzók fehérek. Termése vöröses, 25 mm hosszú, 10 mm hosszú töviseket hordoz.

## Rokonsági viszonyai
Közeli rokona a Selenicereus vagans fajnak, lehet, hogy nem különbözik tőle faji szinten.